# Regione di Pwani
La regione di Pwani (ufficialmente Pwani Region in inglese) è una regione della Tanzania, con capoluogo Kibaha.
La regione confina a nord con la regione di Tanga, a est con quella di Dar es Salaam e con l'Oceano Indiano, a sud con la regione di Lindi e a ovest con la regione di Morogoro.

## Distretti
La regione è divisa amministrativamente in 6 distretti:
- Kibaha
- Bagamoyo
- Kisarawe
- Mafia
- Mkuranga
- Rufiji